# Campeonato Europeo de Vóley Playa de 2024
El XXXII Campeonato Europeo de Vóley Playa se celebró en La Haya, Arnhem y Apeldoorn (Países Bajos) entre el 13 y el 18 de agosto de 2024 bajo la organización de la Confederación Europea de Voleibol (CEV) y la Federación Neerlandesa  de Voleibol.

## Calendario
| FP | Fase preliminar | 1/8 | Octavos de final | 1/4 | Cuartos de final | 1/2 | Semifinales | F | Finales |

| Agosto de 2023   | 13 Mié | 14 Mié | 15 Jue | 16 Vie | 17 Sáb  | 18 Dom  |
| ---------------- | ------ | ------ | ------ | ------ | ------- | ------- |
| Torneo masculino | —      | FP     | FP     | 1/8    | 1/4     | 1/2 y F |
| Torneo femenino  | FP     | FP     | 1/8    | 1/4    | 1/2 y F | —       |

## Medallistas
| Evento            | Oro                                        | Plata                                         | Bronce                                              |
| ----------------- | ------------------------------------------ | --------------------------------------------- | --------------------------------------------------- |
| Masculino (18.08) | Mārtiņš Pļaviņš Kristiāns Fokerots Letonia | Nils Ehlers · Clemens Wickler · Alemania      | Steven van de Velde · Matthew Immers · Países Bajos |
| Femenino (17.08)  | Svenja Müller · Cinja Tillmann · Alemania  | Valentina Gottardi · Marta Menegatti · Italia | Esmée Böbner · Zoé Vergé-Dépré · Suiza              |

## Medallero
| Núm. | País         | Oro | Plata | Bronce | Total |
| ---- | ------------ | --- | ----- | ------ | ----- |
| 1    | Alemania     | 1   | 1     | 0      | 2     |
| 2    | Letonia      | 1   | 0     | 0      | 1     |
| 3    | Italia       | 0   | 1     | 0      | 1     |
| 4    | Países Bajos | 0   | 0     | 1      | 1     |
| 4    | Suiza        | 0   | 0     | 1      | 1     |
|      | TOTAL        | 2   | 2     | 2      | 6     |